# Compagnie des chemins de fer de l'Est
Pour les articles homonymes, voir Chemins de fer de l'Est.
La Compagnie des chemins de fer de l'Est, dite parfois Compagnie de l'Est ou l'Est, est une société anonyme créée en 1845 sous le nom de Compagnie du chemin de fer de Paris à Strasbourg. La dénomination est changée en 1854 à la suite du rachat d'autres compagnies et de l'obtention de nouvelles concessions. Elle est l'une des six grandes compagnies des chemins de fer français nationalisées le 1er janvier 1938 pour former la Société nationale des chemins de fer français (SNCF).

## Histoire

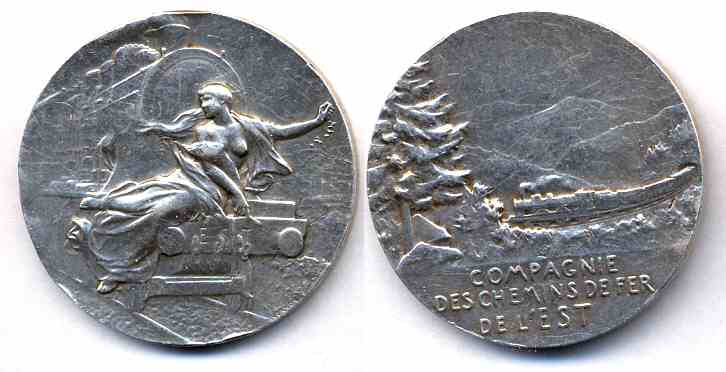
Médaille de la Compagnie des Chemins de Fer de l'Est par Jean Vernon

Après le rachat de la Compagnie du chemin de fer de Montereau à Troyes et de la Compagnie du chemin de fer de Blesme et Saint-Dizier à Gray approuvé par décret impérial du 17 août 1853, la Compagnie du chemin de fer de Paris à Strasbourg change de dénomination pour prendre celle de Compagnie des chemins de fer de l'Est le 21 janvier 1854.
Ce même décret du 17 août 1853 accorde à la Compagnie du chemin de fer de Paris à Strasbourg, les concessions des chemins de fer de Paris à Mulhouse, avec embranchement sur Coulommiers, de Nancy à Gray par Épinal et Vesoul et de Paris à Vincennes et Saint-Maur.
La Compagnie de l'Est absorbe la Compagnie du chemin de fer de Strasbourg à Bâle le 20 avril 1854, la Compagnie du chemin de fer de Mulhouse à Thann le 29 mai 1858 et la Compagnie des chemins de fer des Ardennes le 11 juin 1863.
Le 12 mai 1857, la Compagnie de l'Est avait passé un traité avec les Chemins de fer des Ardennes, qui prévoyait une fusion totale à compter de l'expiration de la deuxième année d'exploitation de la ligne.
Le 6 juin 1857, la Compagnie de l'Est signe un traité avec la Société royale grand-ducale des chemins de fer Guillaume-Luxembourg qui accordait à la Compagnie l'exploitation de tout le réseau Guillaume-Luxembourg pendant une durée de 50 ans à partir du 11 août 1859 ainsi que le prélèvement d'une moitié des recettes brutes.(entre 40% et 60%). La Compagnie de l'Est devint de fait, avec son propre matériel, personnel et moyens, l'exploitant de tout le réseau Guillaume-Luxembourg, y compris la Jonction grand-ducale, se prolongeant en territoire belge sur une soixantaine de kilomètres.
Le réseau de la Compagnie de l'Est est amputé de sa partie alsacienne et mosellane à la suite de l'annexion de l'Alsace-Lorraine à l'Empire allemand en 1871. Le réseau y sera exploité par la Direction générale impériale des chemins de fer d'Alsace-Lorraine, qui administrera également les Chemins de fer Guillaume-Luxembourg à partir de 1872.
Après la Première Guerre mondiale, la Compagnie de l'Est ne souhaite pas récupérer ses anciennes lignes car la signalisation et la conduite s'y font désormais à droite selon les normes allemandes. Une administration d'État (l'Administration des chemins de fer d'Alsace et de Lorraine) fut créée en 1919 pour gérer cette partie du réseau jusqu'en 1937 et la création de la SNCF.

Carte du réseau de la compagnie en 1937.

À partir de 1859, elle assure l'exploitation avec son matériel, son personnel et ses moyens du réseau de la Société royale grand-ducale des chemins de fer Guillaume-Luxembourg. À partir de 1872, le réseau Guillaume-Luxembourg est à son tour exploité par la Direction générale impériale des chemins de fer d'Alsace-Lorraine.
Au même titre que pour la Compagnie des chemins de fer du Nord, une filiale sera créée en Belgique, sous le nom de Compagnie de l'Est Belge. Elle exploitera notamment une ligne entre Châtelet (près de Charleroi) et Givet via Florennes (lignes belges 138 et 138A). Cette compagnie intégrera par le biais de fusions la compagnie privée du Grand Central Belge qui sera nationalisée en 1897.

## Sections de chemins de fer de campagne
Pour organiser ses transports et les constructions et exploitations de lignes militaires, le ministère de la Guerre avait une direction dénommée : Direction des Chemins de fer de Campagne (D.C.F.C.). Le personnel des sections techniques d'ouvriers des Chemins de fer de Campagne, recruté dans le personnel des réseaux parmi les ingénieurs, employés et ouvriers au service des grandes compagnies et du réseau de l'État, soit volontaires, soit assujettis au service militaire par la loi de recrutement, était réparti en dix sections.
- 6e : Est.
- 8e : Est, État et Nord.

Entre les deux guerres, les dispositions ayant pour but l'exploitation conjointe des réseaux ferrés par le Ministère des transports et le Ministère de la guerre confieront l'exploitation de la ligne  Toul-Belfort au 15e régiment du génie de Toul

## Matériel moteur[9]
- 040 Est 0501 à 0691
- G8.1 ex-Prusse
- 130 Est 30254 à 30766
- 220 Est 2401 à 2432
- 230 Est 3501 à 3890
- 230 Est 230 103 à 230 280
- 231 Est 31001 à 31040
- 150 Est 150001 à 150195
- 241 Est 241002 à 241041
- Autorail Baudet Donon Roussel
- Autorail Lorraine

## Personnalités de la compagnie

### Présidents du conseil d'administration
- Eugène de Ségur, président de 1854 à 1862.
- Édouard Thouvenel, président de 1862 à 1866.
- Auguste Dariste, président de 1866 à 1875.
- Henri Davillier , président de 1875 à 1882.
- Alphonse Baude, président de 1882 à 1884.
- Henri-François-Alexandre van Blarenberghe, président de la Compagnie de 1884 à 1906.
- Charles Gomel, président de 1907 à 1922.
- Maxime Renaudin, président de 1922 à 1934.
- Louis Marlio, président de 1934 à 1937.

### Directeurs
- François Clément Sauvage, directeur de 1863 à 1872.
- François Prosper Jacqmin[10], entré en 1859 comme directeur d'exploitation, il est directeur de la compagnie de 1872 à 1889.

### Autres personnalités
- Eugène Chevandier de Valdrome (1810-1878), administrateur.
- Albert Descubes (1858-1927), ingénieur en chef des travaux et de la voie. Il réalisa l'agrandissement de la Gare de l'Est ainsi que de nombreux dispositifs ferroviaires.
- Émile Vuigner, ingénieur en chef des travaux et de la voie. Il travailla sur l'élaboration des lignes Paris-Strasbourg et Paris-Mulhouse.

## Publications
- La gare de l'Est : Compagnie des chemins de fer de l'Est (Plaquette), Paris, Dewambez, 1931 (lire en ligne).